# Innenkampf
Der Innenkampf kennzeichnet das Schwanken einer dramatischen Gestalt – etwa des Protagonisten oder Antagonisten – zwischen zwei Möglichkeiten, wobei die eine nur auf Kosten der anderen realisiert werden kann. Die Darstellung dieses inneren Konflikts und seiner Lösung durch eine Entscheidung ist seit dem 19. Jahrhundert Bestandteil des dramaturgischen Aufbaus von Bühnenstücken und hat so auch Einzug ins Filmerzählen gefunden, ist mittlerweile wesentliches Element in nahezu jedem großen Film. Neben der Darstellung äußerer Konflikte wird der damit verbundene innere Kampf oft zum zentralen Thema. In Drehbuchschulen werden Methoden der Darstellung dieser unsichtbaren inneren Vorgänge vermittelt. Beispiele für inneren Kampf sind: Entweder die Hauptperson liefert ihren besten Freund ans Messer, oder sie muss selbst dran glauben; entweder sie opfert ihren Stolz oder ihre Liebe, ihren Job. Entweder sie akzeptiert eine bestimmte Wahrheit, oder sie muss weiter mit einer Lüge und deren Folgen leben. 

## Vorgeschichte
Auslöser für den inneren Konflikt und die implizite Entscheidung im Innenkampf sind oft Ereignisse, die in der Vorgeschichte der Hauptpersonen liegen. Die Rekapitulation dieser Vorgeschichte ist Teil des Plots, ihre Darstellung erfolgt z. B. durch Rückblenden, Träume, Erscheinungen, oder im Gespräch mit dem Antagonisten oder einer dritten Person.

## Sorten
Die Art eines Innenkampfes hängt davon ab, ob das, was sich ausschließt, mit etwas Künftigem oder Vergangenen zu tun hat: im ersten Fall sich bekämpfende Absichten (z. B. nicht gleichzeitig den einen und den anderen Partner heiraten zu können), im zweiten unverträgliche Auffassungen (etwa davon, was für ein Mensch jemand – z. B. der Vater – wirklich war oder ist).

## Selbstanfechtung
Eine klassische Spielart des Innenkampfes ist die Selbstanfechtung: der Protagonist hat eine heimliche Schwäche für den Antagonisten (z. B. Macbeth für Banquo) oder umgekehrt (z. B. Darth Vader für Luke Skywalker in Krieg der Sterne). Ein echter Gegner versucht solche möglichen Verräter des Protagonisten in seinen Dienst zu bringen.

## Spannung
Jede Absicht, jedes Ziel, das eine dramatische Figur verfolgt, kann mit einer anderen ihrer Haltungen oder Neigungen in Konflikt geraten, die das Gewollte, ohne sich selbst aufzugeben, nicht dulden kann. In der Erwartung der Entscheidung dieser inneren Machtfrage (welche der kämpfenden Strebungen sich auf Kosten der anderen durchsetzen wird) besteht die Spannung im Innenkampf. Er spannt und erregt stärker als der äußere (zwischen Protagonist und Antagonist); denn der mögliche Verräter im eigenen Lager, in der eigenen Psyche, ist immer der gefährlichere Gegner.

## Der Verlauf des Innenkampfes

### Symptome
Die Spannung auf den Ausgang des Innenkampfes setzt ein, sobald der Zuschauer die zweite (heimliche) von den beiden sich ausschließenden Mächten in der Seele des Innenkämpfers bemerkt. Diese Verlaufsstelle erzeugt immer ein gewisses Herzklopfen beim Zuseher. Das heimliche Streben wirkt dabei meistens sabotierend im Hinblick auf das verfolgte äußere Ziel. Der innere Saboteur meldet sich dabei von selbst, oder er wird vom Antagonisten angestiftet, wenn dieser sich, was er sollte, in der Seele seines Feindes gründlich auskennt.

### Streich
In dem Moment, in dem der Zuschauer die verräterische Neigung gewahrt, muss der Konflikt im Helden noch nicht begonnen haben. Eröffnet werden die Feindseligkeiten mit dem ersten Streich, den die verräterische Neigung dem Innenkämpfer spielt. Das ist der zweite notwendige Augenblick im Verlauf des Innenkampfes. 

### Wahlzwang
Das dritte Moment ist die Erscheinung des Wahlzwanges: der Held muss entweder die eine oder die andere seiner Neigungen für immer aufgeben, ein erschütternder Augenblick, wenn er richtig in Szene gesetzt wird.

### Ergebnis
Zum Schluss siegt im Innenkampf die stärkere Neigung. Dies kann zugleich die Entscheidung der Geschichte schlechthin sein, wenn damit auch der Hauptzweck entschieden wird. Andernfalls muss über seine Erfüllung durch einen Außenkampf (zwischen Protagonist und Antagonist) entschieden werden.

## Sichtbarwerdung
Ein heimliches Streben kann nicht ohne weiteres wahrgenommen werden, außer beim komischen Helden. Erzählt man einen nicht-komischen Innenkämpfer, kann er bewusst immer nur das eine wollen. Was ihn unbewusst bestimmt, erscheint dann in unwillkürlichen Handlungen, Reflexbewegungen, Ausrutschern und sonstigen Symptomen (z. B. den Tagträumen Ally McBeals). Oder in den Bemerkungen von anderen Figuren, die ihn besser kennen als er sich selbst. Es ist auch möglich, dem Helden einen Schatten (wie z. B. Hannibal Lecter oder Mephisto) beizugeben, der dann dem Widertrieb, dem edleren oder dem gemeineren Selbst, das (noch) nicht bewusst ist oder gewollt wird, Mund und Hände verleiht.

### Die Wetterfahne
Der komische Innenkämpfer will mehrere Sachen zugleich, ohne sich des Eindrucks bewusst zu sein, den er damit hinterlässt. Er beschließt z. B. eine Abmagerungskur zu machen und genehmigt sich darauf erst mal ein Stück Sahnetorte – er will seinem Chef die Meinung sagen und putzt ihm erst mal das Auto usw. Der Hampelmann oder die Wetterfahne ist eine beliebte Narrenfigur vor allem in Sitcoms.